# Königsleiten
Königsleiten est un village de la commune Wald im Pinzgau du district de Zell am See dans l'État de Salzbourg en Autriche.

## Géographie
Königsleiten est la partie la plus occidentale de l'État de Salzbourg

## Histoire
Le village a été fondé entre 1960 et 1970.

## Attractions

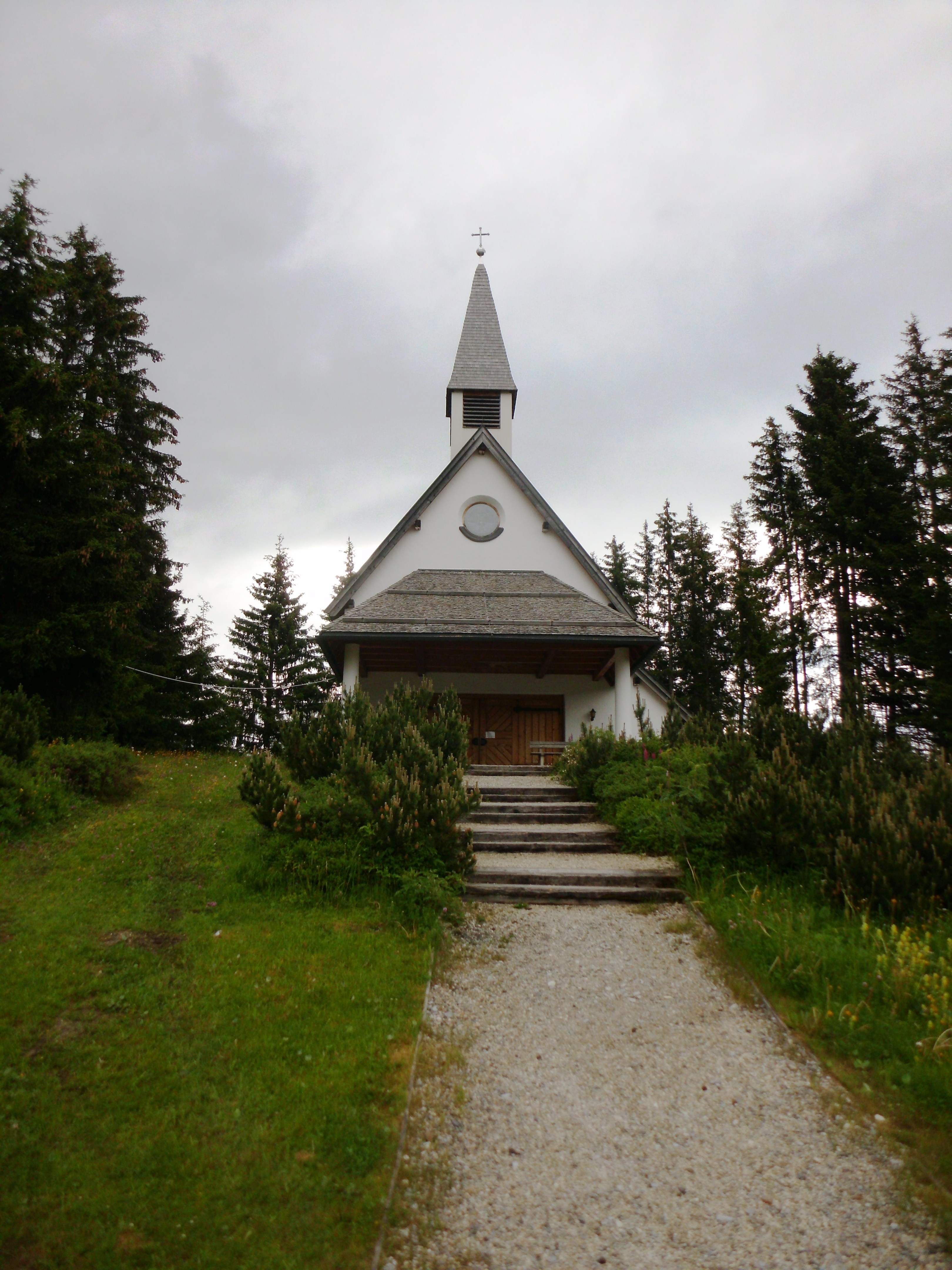
Chapelle à Königsleiten
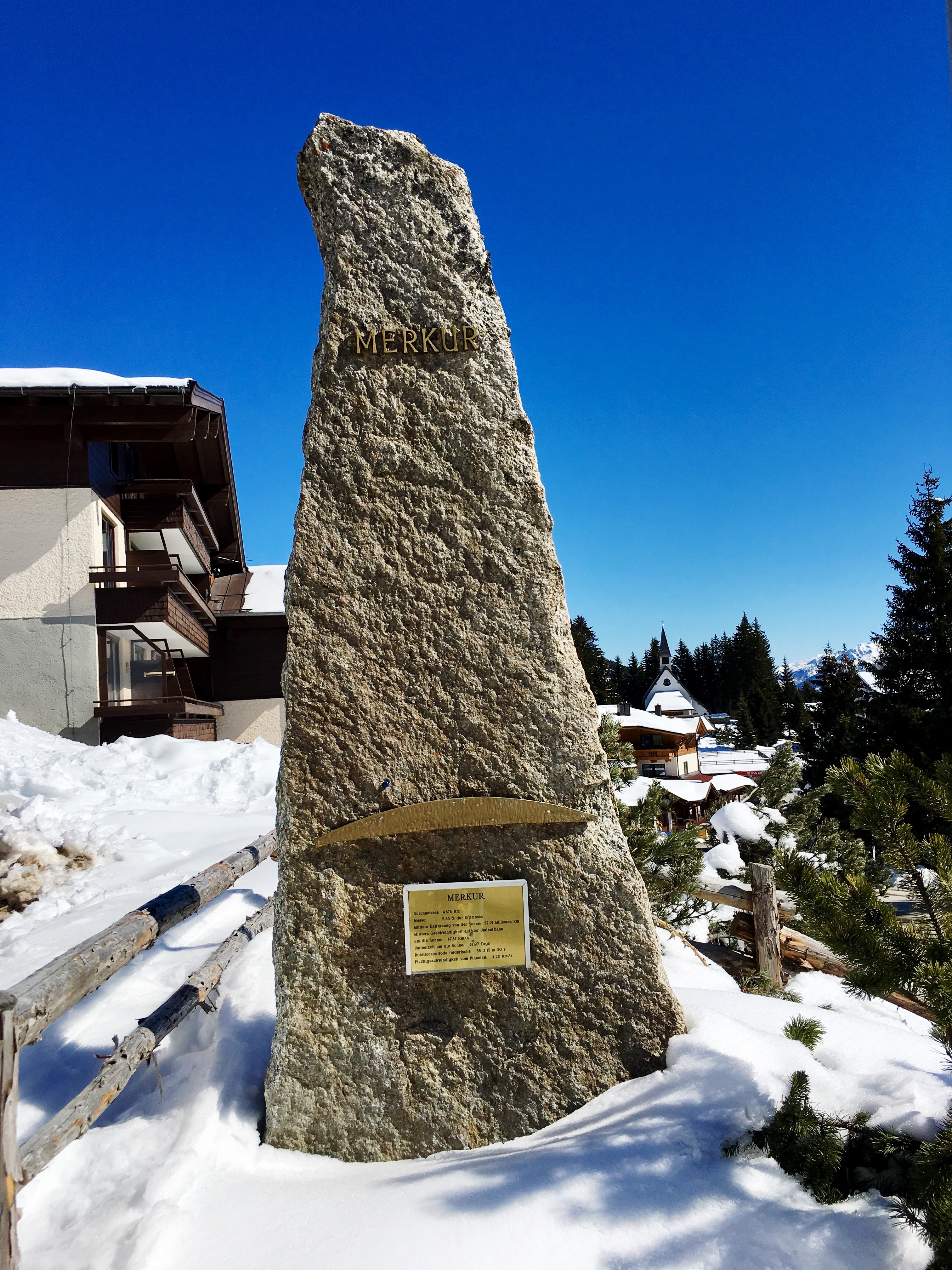
Chemin planétaire à Königsleiten
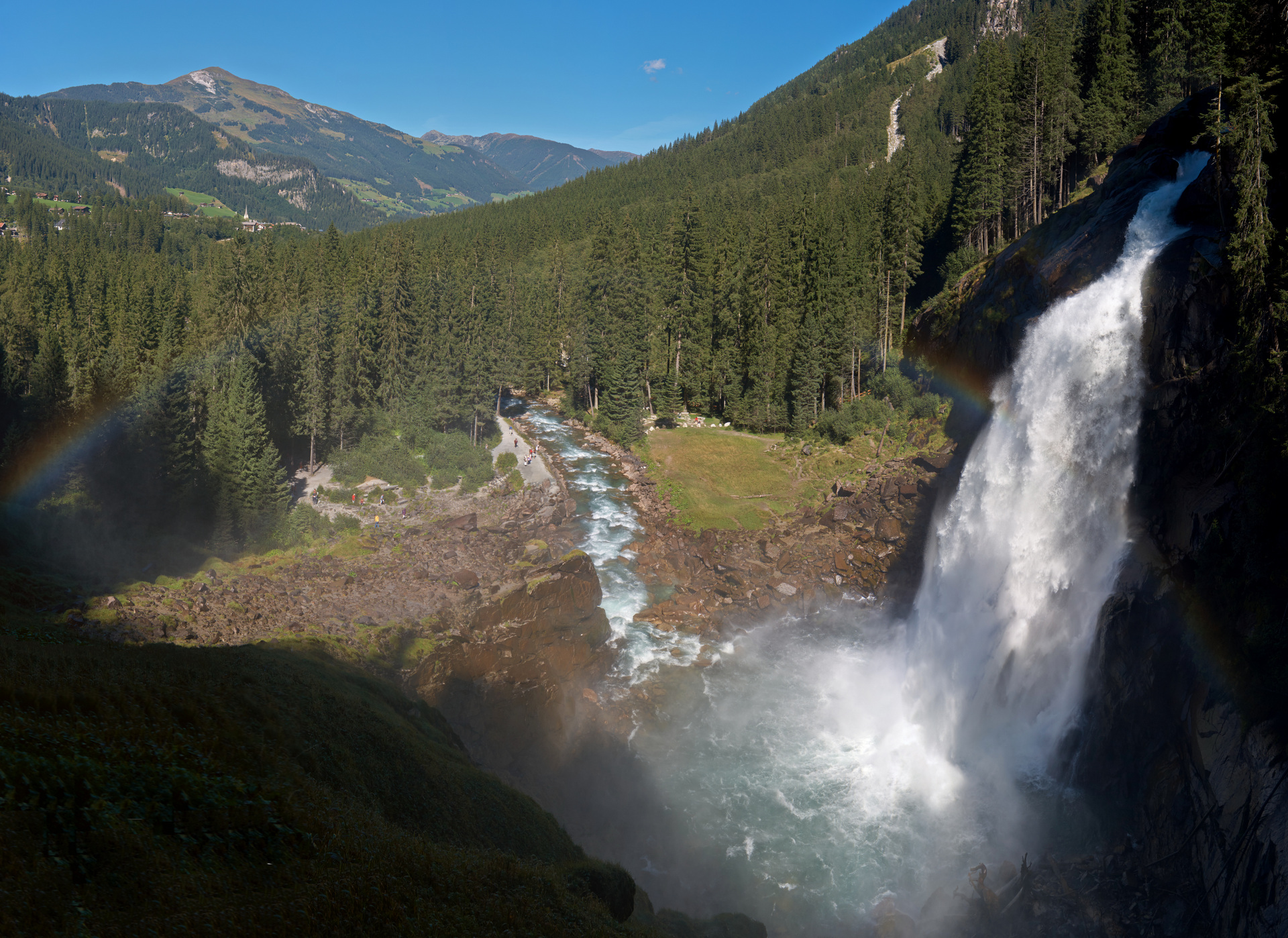
Cascades de Krimml[1] à Krimml
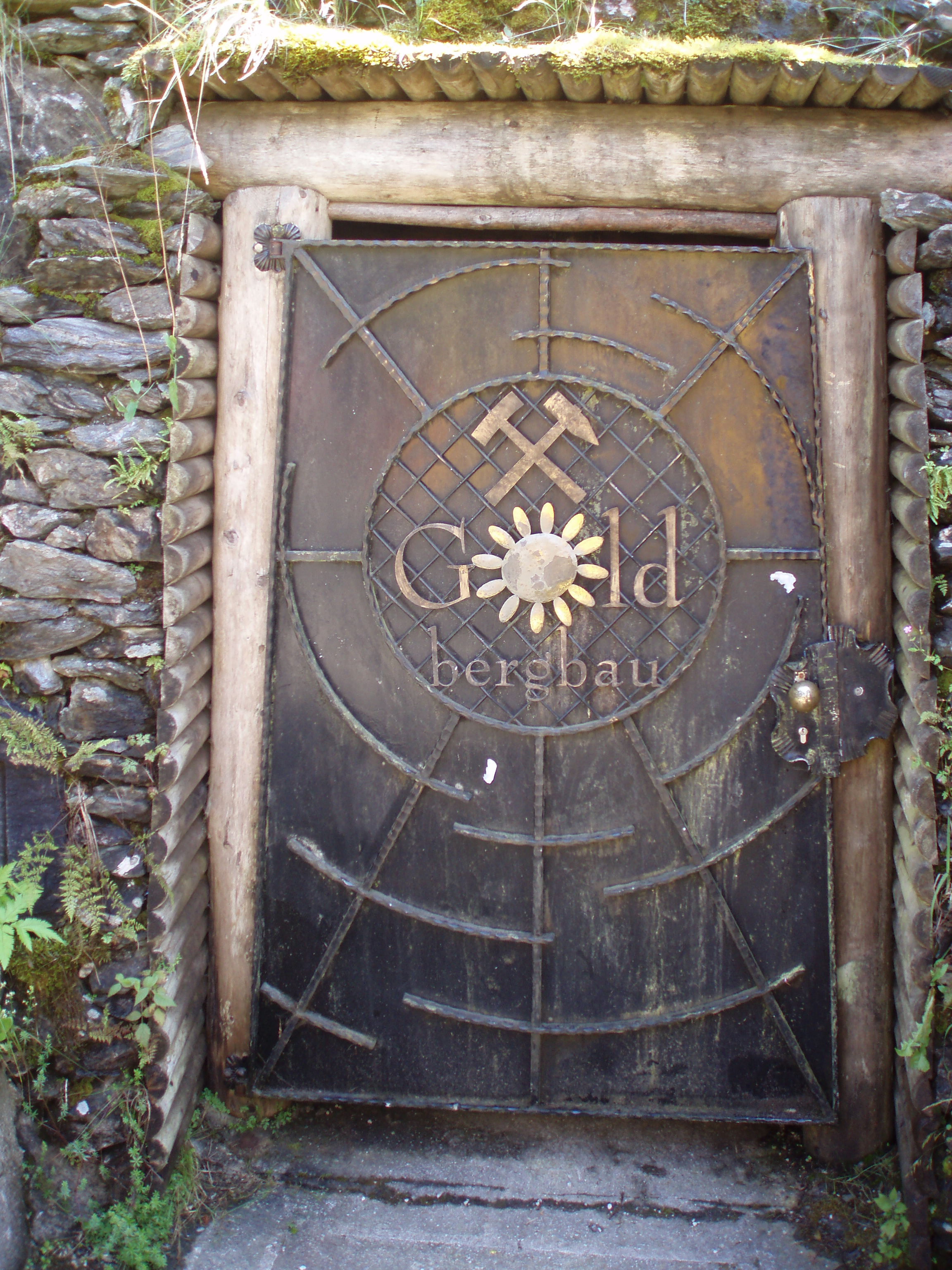
Mines d'or à Hainzenberg